# Ocrepeira molle
Ocrepeira molle là một loài nhện trong họ Araneidae.
Loài này thuộc chi Ocrepeira. Ocrepeira molle được Herbert Walter Levi miêu tả năm 1993.